# Sent Laurenç (Alta Garona)
Sent Laurenç (francès  Saint-Laurent o Saint-Laurent-sur-Save) és un municipi francès situat al departament de l'Alta Garona i a la regió d'Occitània.